# Samsung Galaxy S23
Samsung Galaxy S23（サムスン ギャラクシー エストゥエンティスリー）は、サムスン電子がフラッグシップモデルのGalaxy Sシリーズとして設計・開発・製造・販売するAndroid搭載のハイエンドスマートフォンのシリーズである。Galaxy S22シリーズの後継機となる。

## 沿革
日本時間2023年2月2日3時（現地時間2月1日10時）に米国サンフランシスコで開催されたGalaxy UnpackedでSamsung Galaxy S23, S23+, S23 Ultraが発表された。日本では2023年4月6日に行われたSamsung 国内新製品発表会で、ドコモとauおよび楽天モバイルから4月20日に発売されることが発表された。
Samsung Galaxy S23 FEは、2024年2月1日に、auから同年2月9日に発売されることが発表された。

## 4モデルのラインアップ
Galaxy S23は、6.1インチのFHD+ディスプレイを搭載しており、Snapdragon 8 Gen 2 for Galaxyが内蔵されている。また、50MP + 12MP + 10MP（×3）のトリプルカメラを搭載している。
S23＋は、約6.6インチ、3眼式カメラ搭載で、S23 Ultraと比べてやや小さい。また、S23 UltraにはないmicroSDカードスロットが搭載されている。
S23 Ultraには、S23と同じプロセッサが内蔵されている。また、6.8インチの大画面で、解像度は3088x1440（WQHD+）である。2億画素センサーを採用したカメラが搭載され、バッテリー容量は4,855mAhである。さらに、リフレッシュレートは1Hz〜120Hzの可変でより省エネである。
S23 FEはGalaxy S23シリーズの性能・デザインなどのコアバリューを取り入れながら価格帯を抑えたモデル（Galaxy S23は10万円超、Galaxy S23 Ultraは20万円前後なのに対して、Galaxy S23 FEの発売価格は88,000円）。スペックの一部が抑えられているが、最大30倍望遠に対応した望遠レンズを含むトリプルレンズ構成のアウトカメラや120Hzリフレッシュレート性能のディスプレイを持つなど、コストパフォーマンスが高い。

## デザイン
| Galaxy S23 | Galaxy S23    | Galaxy S23+ | Galaxy S23+   | Galaxy S23 Ultra | Galaxy S23 Ultra | Galaxy S23 FE | Galaxy S23 FE |
| 色         | 名前          | 色          | 名前          | 色               | 名前             | 色            | 名前          |
|            | Phantom Black |             | Phantom Black |                  | Phantom Black    |               | Graphite      |
|            | Cream         |             | Cream         |                  | Cream            |               | Cream         |
|            | Green         |             | Green         |                  | Green            |               | Mint          |
|            | Lavender      |             | Lavender      |                  | Lavender         |               | Purple        |
|            | Graphite      |             | Graphite      |                  | Graphite         |               | indigo        |
|            | Lime          |             | Lime          |                  | Lime             |               | Tangerine     |
|            |               |             |               |                  | Sky Blue         |               |               |
|            | Red           |             |               |                  |                  |               |               |

Samsung Galaxy S23およびS23+は、現在Phantom Black（ファントム・ブラック）、Cream（クリーム）、Green（グリーン）、Lavender（ラベンダー）、Graphite（グラファイト）、Lime（ライム）の6色のカラーバリエーションを発表している。S23 UltraはこれらにSky Blue（スカイブルー）およびRed（レッド）を加えた8色展開である。うち、Graphite、Lime、Sky Blue、Redはサムスンのオンラインショップ（samsung.com）のみでの販売となっている。
S23 FEはGraphite、Cream、Mint（ミント）、Purple（パープル）、Indigo（インディゴ）、Tangerine（タンジェリン）の6色。その内、Indigo、Tangerineはオンラインショップのみでの販売となっている。
上表で太字で示されている項目は日本で発売されているタイプとカラーであるが、S23のラベンダーは楽天モバイルでは選択できず、S23 Ultraはグリーンは256GBのみ、クリームはNTTドコモとauでは256GB、メーカーモデルでは1TB、ファントム・ブラックはNTTドコモとauでは512GB、auでは1TBに設定される。
なおサムスンは、日本向けスマホについては、2015年モデルのGalaxy S6シリーズ以降、メーカー名を出さず、「Galaxy」ブランドで展開してきたが、本機種ではメーカー名を前面に出し、「SAMSUNG」ロゴが8年ぶりに復活した。

## 仕様

### ハードウェア

#### CPU (SoC)
Galaxy S23、S23+、S23 UltraはQualcomm Snapdragon 8 Gen 2 for Galaxyチップを使用している。Qualcomm Snapdragon 8 Gen 2 for Galaxyは、Octa-Core CPUとen:Adreno 740 GPU、接続用にQualcomm X70モデムを搭載。Qualcomm Snapdragon 8 Gen 2 for Galaxyは、Snapdragon 8 Gen 2をサムスン向けにカスタマイズした、特別開発されたバージョンである。
通常版のSnapdragonとSamsung版の違いは、Cortex-X3コアが3.20Ghzから3.36Ghzにオーバークロックされたことと、Adreno 740GPUが680Mhzから719Mhzにオーバークロックされている点である。

#### ディスプレイ
Galaxy S23、S23+、S23 Ultraは、HDR10+に対応した「Dynamic AMOLED 2X」ディスプレイ、1750nitsのピーク輝度、「ダイナミックトーンマッピング」技術を搭載しているのが特徴。また、モデルにより超音波式画面内指紋センサーが搭載された。
| モデル    | 画面サイズ      | 解像度               | 最大リフレッシュレート | 可変リフレッシュレート | 形状     |
| --------- | --------------- | -------------------- | ---------------------- | ---------------------- | -------- |
| S23       | 6.1 in (155 mm) | 2340×1080 (~425 ppi) | 120 Hz                 | 48 Hz to 120 Hz        | フラット |
| S23+      | 6.6 in (168 mm) | 2340×1080 (~393 ppi) | 120 Hz                 | 48 Hz to 120 Hz        | フラット |
| S23 Ultra | 6.8 in (173 mm) | 3088×1440 (~500 ppi) | 120 Hz                 | 1 Hz to 120 Hz         | 湾曲     |

##### 内蔵メモリ・ストレージ容量
- Galaxy S23は、8GBのRAMと128GB、256GB、512GBの内部ストレージのオプションがある。
- S23+は、8GBのRAMと256GBと512GBの内部ストレージのオプションがある。
- S23 UltraはRAM8GBとRAM12GB、そして256GB、512GB、1TBの内部ストレージのオプションがある。

| モデル | Galaxy S23   | Galaxy S23 | Galaxy S23+  | Galaxy S23+ | Galaxy S23 Ultra | Galaxy S23 Ultra |
| モデル | RAM容量 (GB) | ストレージ | RAM容量 (GB) | ストレージ  | RAM容量 (GB)     | ストレージ       |
| ------ | ------------ | ---------- | ------------ | ----------- | ---------------- | ---------------- |
| # 1    | 8 GB         | 128 GB     | -            | -           | 8 GB             | 256 GB           |
| # 2    | 8 GB         | 256 GB     | 8 GB         | 256 GB      | 12 GB            | 256 GB           |
| # 3    | 8 GB         | 512 GB     | 8 GB         | 512 GB      | 12 GB            | 512 GB           |
| # 4    | -            | -          | -            | -           | 12 GB            | 1 TB             |

Galaxy S23の128GBバージョンは古いUFS 3.1ストレージフォーマットを使用し、256GB以上のバージョンはより新しく、より速く、より効率的なen:UFS 4.0を使用する。3モデル共にmicroSDカードスロットは搭載されなかった。

#### バッテリー容量
S23、S23+、S23 Ultraには、それぞれ取り外し不可の3900mAh、4700mAh、5000mAhのLi-Poバッテリーが搭載されている。S23は最大25WのUSB-C経由の有線充電（USB Power Delivery使用）に対応し、S23+とS23 Ultraはより高速な45W充電が可能。3モデル共に最大15WのQi誘導充電に対応している。また、「Wireless PowerShare」という名称で、S23自身のバッテリー電力から他のQi対応機器を最大4.5Wで充電できる機能も備えている。

#### コネクティビティ
3モデル共に5G SA/NSA/Sub6、Galaxy S23はWi-Fi 6とBluetooth 5.3をサポートしている。

#### カメラ
| Models                      | Models | Galaxy S23 & S23+                                          | Galaxy S23 Ultra                                           |
| --------------------------- | ------ | ---------------------------------------------------------- | ---------------------------------------------------------- |
| Wide（広角）                | Specs  | 50 MP, f/1.8, 24 mm, 1/1.56", Dual Pixel PDAF, OIS         | 200 MP, f/1.7, 24 mm, 1/1.3", PDAF, Laser AF, OIS          |
| Wide（広角）                | Model  | Samsung S5KGN3                                             | Samsung S5KHP2                                             |
| Ultrawide（超広角）         | Specs  | 12 MP, f/2.2, 13 mm, 1/2.55", Dual Pixel PDAF on S23 Ultra | 12 MP, f/2.2, 13 mm, 1/2.55", Dual Pixel PDAF on S23 Ultra |
| Ultrawide（超広角）         | Model  | Sony IMX564                                                | Sony IMX564                                                |
| Telephoto（望遠）           | Specs  | 10 MP, f/2.4, 70 mm, 1/3.94", PDAF, OIS                    | 10 MP, f/2.4, 70 mm, 1/3.52", Dual Pixel PDAF, OIS         |
| Telephoto（望遠）           | Model  | Samsung S5K3K1                                             | Sony IMX754                                                |
| Periscope Telephoto（望遠） | Specs  | -                                                          | 10 MP, f/4.9, 240 mm, 1/3.52", Dual Pixel PDAF, OIS        |
| Periscope Telephoto（望遠） | Model  | -                                                          | Sony IMX754                                                |
| Front                       | Specs  | 12 MP, f/2.2, 26 mm, 1/3.24", PDAF                         | 12 MP, f/2.2, 26 mm, 1/3.24", PDAF                         |
| Front                       | Model  | Samsung S5K3LU                                             | Samsung S5K3LU                                             |

S23とS23+は、50MPのワイドセンサー、10MPの望遠センサー、12MPのウルトラワイドセンサーを搭載している。
S23 Ultraは、200MPのワイドセンサー、10MPの望遠センサー2つ、12MPのウルトラワイドセンサーを搭載している。フロントカメラは、3モデル共に12MPセンサーが採用された。

### ソフトウェア
Galaxy S23シリーズは、Android 13をベースにしたOne UI 5.1ソフトウェアを搭載しリリースされた。端末のセキュリティを強化するためにSamsung Knoxが搭載され、企業向けには別バージョンが存在する。Android OSのアップデートについては、サムスンは4年間のAndroid OSのメジャーアップデートと更に1年間のセキュリティアップデートを保証し、合計5年間相当のアップデートを提供。